# Episodi di Gossip Girl (terza stagione)
La terza stagione della serie televisiva Gossip Girl è andata in onda sul network americano The CW dal 14 settembre 2009.
In Italia, è stata trasmessa in prima visione assoluta dal 3 febbraio 2010 al 30 giugno 2010 su Mya di Mediaset Premium; è stata invece trasmessa in chiaro dal 6 giugno 2011 al 6 luglio 2011 su Italia 1.
| Nº | Titolo originale                   | Titolo italiano                     | Prima TV USA      | Prima TV Italia  |
| -- | ---------------------------------- | ----------------------------------- | ----------------- | ---------------- |
| 1  | Reversals of Fortune               | Inversione di fortuna               | 14 settembre 2009 | 3 febbraio 2010  |
| 2  | The Freshman                       | La matricola                        | 21 settembre 2009 | 10 febbraio 2010 |
| 3  | The Lost Boy                       | Il ragazzo perduto                  | 28 settembre 2009 | 17 febbraio 2010 |
| 4  | Dan De Fleurette                   | Una star all'università             | 5 ottobre 2009    | 24 febbraio 2010 |
| 5  | Rufus Getting Married!             | Le nozze di Rufus                   | 12 ottobre 2009   | 3 marzo 2010     |
| 6  | Enough About Eve                   | Eva contro Eva                      | 19 ottobre 2009   | 10 marzo 2010    |
| 7  | How to Succeed in Bassness         | Come diventare un perfetto Bass     | 26 ottobre 2009   | 17 marzo 2010    |
| 8  | The Grandfather: Part II           | Il nonno: II parte                  | 2 novembre 2009   | 24 marzo 2010    |
| 9  | They Shoot Humphreys, Don't They?  | Il ballo delle debuttanti           | 9 novembre 2009   | 31 marzo 2010    |
| 10 | The Last Days of Disco Stick       | Triangoli amorosi                   | 16 novembre 2009  | 7 aprile 2010    |
| 11 | The Treasure of Serena Madre       | Verità svelate                      | 30 novembre 2009  | 14 aprile 2010   |
| 12 | The Debarted                       | Il fantasma di Bart                 | 7 dicembre 2009   | 21 aprile 2010   |
| 13 | The Hurt Locket                    | Il medaglione pieno di dolore       | 8 marzo 2010      | 28 aprile 2010   |
| 14 | The Lady Vanished                  | Il mistero della signora riapparsa  | 15 marzo 2010     | 5 maggio 2010    |
| 15 | The Sixteen Year Old Virgin        | La prima volta                      | 22 marzo 2010     | 12 maggio 2010   |
| 16 | The Empire Strikes Jack            | L'impero colpisce ancora            | 29 marzo 2010     | 19 maggio 2010   |
| 17 | Inglorious Bassterds               | Bass-tardi senza gloria             | 5 aprile 2010     | 26 maggio 2010   |
| 18 | The Unblairable Lightness of Being | L'insostenibile leggerezza di Blair | 12 aprile 2010    | 2 giugno 2010    |
| 19 | Dr. Estrangeloved                  | Il dottor Strambamore               | 26 aprile 2010    | 9 giugno 2010    |
| 20 | It's a Dad, Dad, Dad, Dad World    | Bentornato, papà                    | 3 maggio 2010     | 16 giugno 2010   |
| 21 | Ex-Husbands and Wives              | Ex-mariti e mogli                   | 10 maggio 2010    | 23 giugno 2010   |
| 22 | Last Tango, Then Paris             | Ultimo tango, poi Parigi            | 17 maggio 2010    | 30 giugno 2010   |

## Inversione di fortuna
- Titolo originale: Reversals of Fortune
- Diretto da: J. Miller Tobin
- Scritto da: Joshua Safran

### Trama
Le vacanze estive sono quasi finite e Serena torna a New York dopo aver passato l'intera estate in giro per il mondo ad attirare l'attenzione dei paparazzi insieme a Carter Baizen, delusa perché il padre non ha voluto parlare con lei.
Chuck e Blair, invece, si sono divertiti a giocare, facendo adescare a lui numerose ragazze da far umiliare a Blair per tenere vivo il loro rapporto, anche se alla fine i due decidono di smetterla.
Nate ha nuovamente rotto con Vanessa ed è tornato dal suo viaggio con una misteriosa ragazza, Bree, della quale inizialmente non conosce l'identità; quando però scopre che Bree appartiene alla famiglia rivale dei van der Bilt, i Buckley, decide comunque di uscire con lei, nonostante il nonno cerchi di convincerlo a tornare a lavorare per il sindaco.
Vanessa, che ora esce con Scott, litiga con Dan, che ritiene essere troppo cambiato ora che è diventato ricco. Per far pace, la ragazza convince Rufus ad invitarla, insieme a Scott, all'annuale partita di polo dei van der Bilt, ma i due hanno nuovamente un diverbio.
- Significato del titolo: il titolo dell'episodio fa riferimento al film del 1990 Reversal of Fortune, arrivato in Italia come Il mistero Von Bulow.
- Guest star: Joanna García (Bree Buckley), Ashley Hinshaw (se stessa), James Naughton (William van der Bilt), Connor Paolo (Eric van der Woodsen), Chris Riggi (Scott Rosson), Sebastian Stan (Carter Baizen), Aaron Schwartz (Vanya)

## La matricola
- Titolo originale: The Freshman
- Diretto da: Norman Buckley
- Scritto da: Amanda Lasher

### Trama
Mentre Blair, Dan e Vanessa cominciano a frequentare la NYU, Serena decide di rimandare di un anno l'iscrizione alla Brown, perché prima vuole chiarirsi le idee, quindi si fa ospitare da Chuck in attesa di dirlo alla madre, che al momento è assente da New York perché sta assistendo CeCe, molto malata.
Quando Chuck dice a Rufus dei progetti di Serena, la ragazza si vendica: saputo che Chuck vuole rilevare una banca per trasformarla in un ristorante con un locale a luci rosse nel caveau, recluta Carter e rivela il piano del fratellastro agli investitori, facendo saltare l'affare.
Intanto, Blair scopre di essere in camera con Georgina, che sabota i suoi tentativi di diventare la regina della NYU. Per fargliela pagare, Blair rovina la festa organizzata dalla rivale, ma Dan, diventato subito molto popolare all'università, aiuta Georgina a risolvere la situazione, per poi passare la notte con lei.
- Significato del titolo: il titolo dell'episodio fa riferimento al film del 1990 The Freshman, arrivato in Italia come Il boss e la matricola.
- Guest star: Joanna García (Bree Buckley), Chris Riggi (Scott Rosson), Sebastian Stan (Carter Baizen), Michelle Trachtenberg (Georgina Sparks), Zuzanna Szadkowski (Dorota Kishlovsky), Elena Hurst (Katie), Ben Rauch (Tim), Benita Robledo (Amalia)

## Il ragazzo perduto
- Titolo originale: The Lost Boy
- Diretto da: Jean de Segonzac
- Scritto da: Robert Hull

### Trama
Dan e Georgina vanno a letto insieme, anche se lui non desidera una relazione seria, mentre Serena esce con Carter, che però dimostra di essere ancora un irresponsabile.
Vanessa scopre che Scott in realtà non è iscritto alla NYU come invece le aveva detto e, quando gli chiede spiegazioni, il ragazzo le confessa di essere il figlio di Rufus e Lily, che i due in realtà credono morto. Vanessa allora spinge Scott a raccontare la verità a Rufus durante l'asta di Sotheby's, ma il ragazzo, a causa della presenza inaspettata della madre adottiva, che gli dice di non volerlo perdere, racconta a Rufus di essere il fratello di suo figlio morto. Alla fine, Scott decide di tornare a Boston, dove viene seguito da Georgina, che ha scoperto il suo segreto.
Intanto, Chuck e Blair si trovano l'uno contro l'altra a contendersi una foto all'asta, il primo per riuscire a fare affari con Sean McPherson, la seconda per entrare nella prestigiosa Table Élitaire. La foto viene infine acquistata da Serena, che ha scoperto che il tutto è stato uno scherzo orchestrato da Georgina per far litigare Blair e Chuck, quindi consiglia a Dan di starle lontano perché la ragazza è ancora quella di prima, nonostante dica di essere cambiata. Serena scopre anche che a mettere in cattiva luce Carter con dei sotterfugi durante la settimana sono stati proprio Chuck e Blair, che volevano spingerla a lasciarlo perché non si fidano di lui.
- Significato del titolo: il titolo dell'episodio fa riferimento al film horror del 1987 The Lost Boys, arrivato in Italia come Ragazzi perduti.
- Guest star: Joanna García (Bree Buckley), Connor Paolo (Eric van der Woodsen), Chris Riggi (Scott Rosson), Sebastian Stan (Carter Baizen), Michelle Trachtenberg (Georgina Sparks), Meghann Fahy (Devyn), Anne Torsiglieri (Renee Rosson)

## Una star all'università
- Titolo originale: Dan De Fleurette
- Diretto da: Mark Piznarski
- Scritto da: John Stephens

### Trama
Alla NYU arriva una nuova studentessa, Olivia Burke, famosa attrice che divide la stanza al dormitorio con Vanessa.
Non conoscendo la vera identità di Olivia, che gli dice di chiamarsi Kate, Dan se ne innamora, confessandole che è felice di aver trovato una ragazza normale. Spiazzata da queste parole, Olivia si allontana da lui, ma alla première del suo nuovo film, Fleur, alla quale Dan viene invitato da Vanessa, il ragazzo scopre tutto. Olivia gli chiede quindi scusa e gli domanda una seconda possibilità, che il ragazzo alla fine le concede.
Lily torna in città con un giorno d'anticipo e non prende bene la notizia che Serena non andrà alla Brown. La ragazza decide così di dimostrare alla madre di non aver fatto una scelta affrettata trovando un lavoro: dopo una serie di colloqui fallimentari, viene infine assunta da KC, la manager di Olivia, per assistere l'attrice Ursula Nyquist. KC chiede però a Serena di non dirle che una scena di cui Ursula va tanto fiera è stata tagliata dal film: la ragazza accetta ma, quando consiglia ad Ursula di non fare una scenata davanti ai giornalisti, come invece vorrebbe KC, viene licenziata. Trasferitasi da Blair, Serena scopre che Ursula l'ha fatta riassumere, minacciando KC di cambiare agenzia.
Parallelamente, Jenny decide di abolire la monarchia alla Constance, ma alcune studentesse non sono d'accordo con lei e pertanto chiedono a Blair di fare qualcosa. Quest'ultima, amareggiata per non essere ancora riuscita a diventare la regina della NYU, accetta con gioia, felice di poter tornare al mondo del liceo. Chuck, però, chiede l'aiuto di Jenny per costringere Blair ad affrontare il problema. Il ragazzo incoraggia Blair a non arrendersi e a continuare a provare: grazie a queste parole, Blair riesce a trovare delle ragazze alla NYU che vogliono cambiare le cose come lei, mentre Jenny accetta finalmente il suo ruolo di regina.
- Significato del titolo: il titolo dell'episodio fa riferimento al film del 1986 Jean de Florette.
- Guest star: Tyra Banks (Ursula Nyquist), Hilary Duff (Olivia Burke), Connor Paolo (Eric van der Woodsen), Chris Riggi (Scott Rosson), Deanna Russo (KC Cunningham), Zuzanna Szadkowski (Dorota Kishlowsky), Tory Burch (se stessa), Georgina Chapman (se stessa), Sarah Marable (Celeste), Meg McCrossen (Jane Trapp), Ben Rauch (Tim), Benita Robledo (Amalia)

## Le nozze di Rufus
- Titolo originale: Rufus Getting Married
- Diretto da: Ron Fortunato
- Scritto da: Leila Gerstein

### Trama
Lily è arrabbiata con Rufus, che incolpa di non aver impedito a Serena di rinunciare alla Brown. I figli, però, riescono a farli riappacificare e la coppia decide di sposarsi il giorno dopo al giardino botanico di Brooklyn.
Intanto, Georgina torna in città dopo essere stata con Scott e scopre che Dan esce con un'altra; ricatta quindi Vanessa dicendole che, se non li farà lasciare, rivelerà la vera identità di Scott a tutti. I tentativi di Vanessa, però, non vanno a buon fine e, quando Dan si convince che l'amica voglia che lasci Olivia perché è innamorata di lui, la ragazza gli confessa tutta la verità. Dan decide così di fingere di amare ancora Georgina per impedirle di rovinare il matrimonio, ma la ragazza capisce che è una farsa e quindi riporta Scott a New York.
Lily, nel frattempo, matura dei dubbi sulla scelta di sposarsi così in fretta e Scott assiste al litigio tra lei e Rufus, scappando sconvolto: Georgina rivela poco dopo alla coppia che Scott è il loro figlio biologico e così i due lo inseguono e riescono a impedirgli di andarsene. Lily ammette di essere terrorizzata perché, amando Rufus come non ha mai amato nessuno prima di allora, ha paura di soffrire. Alla fine la coppia, riconciliatasi, si sposa nel loft degli Humphrey in presenza dei figli e di pochi amici intimi e Lily perdona anche Serena per la sua scelta di non andare al college, mentre Scott torna a Boston; Georgina, invece, viene mandata in Bielorussia con l'inganno grazie a Dorota.
Nel frattempo, Chuck scopre i rapporti che legano Bree Buckley e Carter Baizen e compra a quest'ultimo un biglietto aereo per lasciare New York. Carter, però, decide di essere onesto con Serena e di raccontarle la verità: alcuni mesi prima dell'estate, avendo contratto numerosi debiti, aveva finto di voler sposare Beth, la cugina di Bree, per approfittare del suo patrimonio, ma alla fine l'aveva lasciata all'altare. Il ragazzo viene poi prelevato da alcuni membri della famiglia Buckley, mentre Bree e Nate si lasciano quando lei gli confessa di averlo usato solamente per trovare Carter.
- Significato del titolo: il titolo dell'episodio fa riferimento al film del 1986 Rachel Getting Married, arrivato in Italia come Rachel sta per sposarsi.
- Guest star: Joanna García (Bree Buckley), Connor Paolo (Eric van der Woodsen), Chris Riggi (Scott Rosson), Sebastian Stan (Carter Baizen), Zuzanna Szadkowski (Dorota Kishlovsky), Michelle Trachtenberg (Georgina Sparks), Valentina de Angelis (Carmen Fortier), Kim Gordon (se stessa), Sarah Marable (Celeste), Meg McCrossen (Jane Trapp), Benita Robledo (Amalia), Aaron Schwartz (Vanya)

Sonic Youth (?)

## Eva contro Eva
- Titolo originale: Enough About Eve
- Diretto da: John Stephens
- Scritto da: Jake Coburn

### Trama
Vanessa viene scelta dall'ex studente della NYU, Josh Ellis, per tenere il discorso del brindisi delle matricole durante il weekend dei genitori e pertanto invita la sua famiglia, che non approva che la ragazza abbia scelto di frequentare un'università privata, ad assistere.
Dan invita Olivia al brindisi delle matricole per presentarla ai suoi genitori e, quando Vanessa scopre che il discorso è stato assegnato alla sua compagna di stanza, dice a Dan che Olivia in realtà ha paura d'incontrare Lily e Rufus, poi dice a Olivia che Dan non vuole presentarle i suoi genitori perché loro non amano le celebrità. Il discorso torna quindi a Vanessa, ma Blair, intenzionata ad accaparrarselo per conquistare la NYU, fa in modo che Chuck baci Josh Ellis per poi ricattarlo; il discorso viene di conseguenza assegnato a Blair. Durante la serata, però, Chuck scopre che la sua ragazza l'ha usato, scambiando il suo bacio, obiettivo di una caccia al tesoro, per il discorso del brindisi delle matricole, mentre Dan e Olivia scoprono le bugie di Vanessa. Alla fine, il discorso viene tenuto da Olivia, mentre la madre di Vanessa rimane delusa dalla figlia per i sotterfugi che ha usato per accaparrarsi il discorso.
Nel frattempo, saputo da Nate che la famiglia Buckley manderà Carter a lavorare su una piattaforma petrolifera, Serena decide di vincere il debito di Carter in una partita a poker contro PJ Buckley; tuttavia, lei e Nate perdono tutti i soldi ed anche una foto compromettente di Trip, che si è candidato al Congresso e che i Buckley vogliono rovinare. Poco dopo, però, Serena scopre che la foto data a PJ in realtà è falsa e, grazie a quest'informazione, che salva i Buckley da una figuraccia mediatica, il debito di Carter viene estinto, ma il ragazzo lascia comunque la città.
- Significato del titolo: il titolo dell'episodio fa riferimento al film del 1950 All About Eve, arrivato in Italia come Eva contro Eva.
- Guest star: Neal Bledsoe (Josh Ellis), Hilary Duff (Olivia Burke), Shane McRae (PJ Buckley), Morgan Demeola (Rain Williams), Sebastian Stan (Carter Baizen), Gina Torres (Gabriela Abrams), Sonya Harum (Sophie), Peyton List (bambina #1), Samantha Jade Logan (bambina #2), Benita Robledo (Amalia)

## Come diventare un perfetto Bass
- Titolo originale: How to Succeed in Bassness
- Diretto da: Joe Lazarov
- Scritto da: Sara Goodman

### Trama
Pur avendo perdonato Blair, Chuck non si fida ancora di lei e chiede quindi a Serena di aiutarlo ad organizzare in ventiquattro ore l'inaugurazione del suo nuovo locale, il Village Club, chiedendole di non dire nulla a Blair. Quest'ultima, però, decide di aiutarlo comunque chiamando Jack per fargli ottenere la licenza per gli alcolici: quando Chuck lo scopre, le revoca l'invito perché voleva fare tutto con le sue forze, senza approfittare del nome dei Bass. Blair si presenta comunque alla festa, dove fa pace con Chuck e, dopo essere stata informata da lui che la licenza è falsa, i due chiamano la polizia per fare pubblicità al locale. Dopo la retata, Chuck decide di trasformare il locale in un club clandestino per soli soci.
Intanto, mentre Jonathan ed Eric sfidano l'autorità di Jenny davanti alle Perfide, costringendola a vendicarsi di loro, KC chiede a Serena di far lasciare Dan e Olivia perché la ragazza risulta essere fidanzata con Patrick, il protagonista maschile della saga dei Cavalieri Eterni. Per soddisfare il suo capo, Serena chiede a Olivia di presentarsi all'inaugurazione del Village Club fingendosi per l'ultima volta la fidanzata di Patrick: la cosa, però, non sta bene a Dan, che arriva alla festa insieme ad Olivia, attirando le ire di KC, alla quale Serena aveva fatto credere che i due si fossero lasciati. Per risolvere la situazione, Serena rivela pubblicamente la relazione tra Olivia e Dan, poi finge di essere lei stessa la ragazza di Patrick.
Poco dopo, Serena scopre che Blair e Chuck hanno approfittato della presenza dei due attori per fare pubblicità al loro locale con una retata della polizia e pertanto si arrabbia molto con l'amica, rompendo i legami con lei.
- Significato del titolo: il titolo dell'episodio fa riferimento al film del 1967 How to Succeed in Business Without Really Trying, arrivato in Italia col titolo Come far carriera senza lavorare.
- Guest star: Chuck Cooper (Horace Rogers), Hilary Duff (Olivia Burke), Connor Paolo (Eric van der Woodsen), Deanna Russo (KC Cunningham), Zuzanna Szadkowski (Dorota Kishlovsky), Matt Doyle (Jonathan Whitney), Simon Miller (Patrick Roberts), Valentina de Angelis (Carmen Fortier), Elle Fairbanks (Sawyer Bennett), Meg McCrossen (Jane Trapp), Aaron Schwartz (Vanya)

## Il nonno: parte II
- Titolo originale: The Grandfather: Part II
- Diretto da: Mark Piznarski
- Scritto da: Lenn K. Rosenfeld

### Trama
È il giorno in cui usciranno i risultati delle elezioni al Congresso e i van der Bilt organizzano una festa all'Hotel Empire, da poco acquistato da Chuck, per Trip, che è dato perdente contro Mike Sullivan; mentre passeggia con Nate, però, Trip salva un uomo dall'annegamento, attirando così il favore degli elettori.
Vanessa, che ha ripreso la scena del salvataggio di Trip, decide di vendere il filmato ai telegiornali ma, riguardando il video, scopre che l'uomo si è buttato volontariamente nell'Hudson e così ne parla con Nate, sostenendo che la messinscena sia stata organizzata dal nonno del ragazzo. Anche se Nate le chiede di non vendere il video, Vanessa lo fa comunque: Trip decide così di ritirarsi dalle elezioni, ma a sorpresa Nate confessa davanti a tutti di essere lui l'autore della messinscena, senza sapere che la vera responsabile è la moglie di Trip, Maureen. Alla fine, Trip vince le elezioni, diventando deputato al Congresso.
Intanto, Serena e Blair sono ai ferri corti e quest'ultima, per far ingelosire Serena, si presenta alla festa dei van der Bilt con una nuova amica, Brandeis, che però si rivela una escort che ha approfittato di lei per trovare nuovi clienti. Indispettita, Blair dà a Serena della escort perché sta uscendo con Patrick per denaro e, quando Serena la spinge contro la torta, Blair tronca definitivamente la loro amicizia; capendo però che Blair aveva ragione su di lei, Serena si licenzia.
Nel frattempo, Olivia cerca di non far sapere a Dan di aver raccontato in televisione un aneddoto imbarazzante sul loro primo appuntamento; quando il ragazzo lo scopre, però, la perdona e i due festeggiano il loro primo mese insieme.
- Significato del titolo: il titolo dell'episodio fa riferimento al film del 1974 The Godfather: Part II, arrivato in Italia come Il padrino - Parte II.
- Guest star: Hilary Duff (Olivia Burke), Holley Fain (Maureen van der Bilt), James Naughton (William van der Bilt), Deanna Russo (KC Cunningham), Aaron Tveit (William "Trip" van der Bilt III), Simon Miller (Patrick Roberts), Bree Williamson (Brandeis), Jimmy Fallon (se stesso), Sonya Harum (Sophie), Amber Bela Muse (Caroline Lowe), Benita Robledo (Amalia)

## Il ballo delle debuttanti
- Titolo originale: They Shoot Humphreys, Don't They?
- Diretto da: Alison Maclean
- Scritto da: Amanda Lasher

### Trama
Jenny incarica le sue tirapiedi di fare in modo che sia Graham Collins, il ragazzo più sexy dell'Upper East Side, ad accompagnarla al ballo delle debuttanti. Kira, una ragazza che vuol far colpo su Jenny, viene a saperlo da Eric e pertanto contatta Graham, suo vicino di casa, per organizzare la cosa. Quando però Graham manda un messaggio a Jenny offrendosi come suo accompagnatore, Eric, tramite il cellulare della ragazza, risponde con un rifiuto. Scopertolo, Jenny si arrabbia con Eric e ricontatta Graham, dicendo anche a Blair, scelta come sua mentore per il ballo, di non aver bisogno dell'aiuto di una regina decaduta.
Eric, Blair e Kira decidono così di rovinare il debutto di Jenny ed Eric fa in modo che Graham accompagni Kira; Jenny, però, riesce a debuttare con Nate, attirando l'ammirazione di tutte le ragazze perché lui è un universitario. A causa dei complotti e dei sotterfugi, Jonathan lascia Eric, che però rimane determinato a detronizzare Jenny.
Intanto, Olivia deve lasciare il college per girare il quarto episodio della saga dei Cavalieri Eterni; per convincerla a restare, Dan e Vanessa la coinvolgono in una serie di attività prese da un articolo di giornale sulle quindici cose da fare al college: tra queste è compreso anche un ménage à trois.
Parallelamente, Chuck chiude Blair e Serena in un ascensore per farle riappacificare: la sua strategia riesce e Serena confessa all'amica di aver passato l'estate alla ricerca di suo padre e di essersi presa una cotta per Trip, che l'ha assunta come addetto stampa, anche se lui è sposato.
Mentre Trip non accetta le dimissioni di Serena e i due decidono di mantenere un rapporto professionale nonostante l'attrazione che provano l'uno per l'altra, Lily trova una lettera per la figlia mandata dal padre della ragazza.
- Significato del titolo: il titolo dell'episodio fa riferimento al film del 1969 They Shoot Horses, Don't They?, arrivato in Italia come Non si uccidono così anche i cavalli?.
- Guest star: Matt Doyle (Jonathan Whitney), Hilary Duff (Olivia Burke), Connor Paolo (Eric van der Woodsen), Sarah Steele (Kira Abernathy), Aaron Tveit (William "Trip" van der Bilt III), Meg McCrossen (Jane Trapp), Jeremy Chu (Harry), Valentina de Angelis (Carmen Fortier), Elle Fairbanks (Sawyer Bennett), Beth Fowler (cerimoniera), Ben Rauch (Tim), Ryan Vigilant (Graham Collins), Pedro Barreira (Hugh Gilles), Gabriel Long (Theodore Davis III)

## Triangoli amorosi
- Titolo originale: The Last Days of Disco Stick
- Diretto da: Tony Wharmby
- Scritto da: Leila Gerstein

### Trama
Dopo la notte passata insieme, tra Dan, Olivia e Vanessa si crea un po' d'imbarazzo, dovuto anche al fatto che Olivia non parte più perché il quarto film della saga dei Cavalieri Eterni è saltato. Le due ragazze cominciano quindi a litigarsi le attenzioni di Dan, soprattutto quando Olivia viene a sapere che lui vuole fare domanda per il corso di sceneggiatura della Tisch che si terrà l'anno dopo, quindi lo iscrive al cabaret, che rappresenta un'ottima opportunità per essere presi, facendo saltare i progetti che Dan aveva con Vanessa. Il ragazzo, però, coinvolge comunque la migliore amica nel cabaret, il cui obiettivo è scrivere e mettere in scena la rivisitazione di una fiaba. Il gruppo sceglie di fare Biancaneve, con Olivia nella parte della protagonista, Blair in quella della Regina Cattiva e Dan nei panni del Principe Azzurro.
Durante la rappresentazione, Olivia dice a Dan di essere gelosa di Vanessa perché ha capito che lui è innamorato della ragazza, anche se non lo vuole ammettere; per farglielo capire, Olivia fa in modo che Vanessa prenda il suo posto sul palco in modo che Dan la baci, poi accetta un nuovo progetto cinematografico, lasciando New York.
Blair, nel frattempo, organizza un concerto privato di Lady Gaga per impressionare i ragazzi del cabaret.
Intanto, Jenny accompagna in giro per la città Damien Dalgaard, figlio di un ambasciatore belga, che si rivela essere uno spacciatore. Sentendosi sola e annoiata, la ragazza si fa coinvolgere nel traffico di stupefacenti.
Parallelamente, Serena confessa a Nate i sentimenti che prova per Trip e chiede il suo aiuto per stargli alla larga finché lui non partirà per Washington. I due amici passano così la giornata insieme, a bere nei bar, poi il ragazzo rivela a Serena che due anni prima l'amava per davvero; proprio quando Nate sta per baciare Serena, però, arriva Trip, che nel frattempo ha scoperto che è sua moglie la responsabile della messinscena dell'uomo nell'Hudson. Trip porta via Serena, che decide di ascoltare il suo cuore: i due, così, si baciano.
- Significato del titolo: il titolo dell'episodio fa riferimento al film del 1998 The Last Days of Disco e al verso della canzone LoveGame di Lady Gaga "I wanna take a ride on your disco stick".
- Guest star: Hilary Duff (Olivia Burke), Holley Fain (Maureen van der Bilt), Aaron Tveit (William "Trip" van der Bilt III), Kevin Zegers (Damien Dalgaard), Lady Gaga (se stessa), Erich Bergen (Paul Hoffman), Megan Guinan (Willa Weinstein), Sonya Harum (Sophie), Ben Rauch (Tim), Benita Robledo (Amalia), Helena Mehalis (Sable), Maria Mehalis (Sienna)

## Verità svelate
- Titolo originale: The Treasure of Serena Madre
- Diretto da: Mark Piznarski
- Scritto da: Robert Hull, Joshua Safran

### Trama
Nel giorno del Ringraziamento, Eleanor torna a casa da Parigi per dare a Blair una notizia importante: la ragazza, trovando un test di gravidanza, pensa che la madre sia incinta. In realtà, ad aspettare un bambino è Dorota, mentre Eleanor dice a Blair di aver deciso di trasferirsi definitivamente a Parigi con Cyrus.
Mentre Jenny scopre dalla stessa Blair che è stato Eric a sabotarla al ballo delle debuttanti, Vanessa riceve la visita della madre Gabriela, che considera il Ringraziamento una festa commerciale: questa divergenza di opinioni porta tensione tra madre e figlia, che grazie a Dan, però, si riconciliano. Il ragazzo, inoltre, capisce di essere davvero innamorato di Vanessa, ma Gabriela gli consiglia di tenere i suoi sentimenti per sé perché non vuole che la figlia soffra ancora come qualche anno prima.
Intanto, Serena continua la sua relazione con Trip, che decide di divorziare da Maureen per stare con lei; tuttavia Nate, geloso, recupera un video delle telecamere degli ascensori dell'Empire che mostra Serena e Trip baciarsi e lo consegna alla moglie del cugino.
Parallelamente, Sia Trip, sia Maureen vengono invitati da Lily al Ringraziamento a casa van der Woodsen: qui, Maureen minaccia i due amanti di diffondere il video e così Serena le promette che non vedrà mai più Trip, decidendo poi di partire per Parigi con Blair. Nel cercare il passaporto in cassaforte, però, la ragazza trova una lettera per lei da parte del padre, arrivata da qualche settimana, lettera che però Lily non le ha mai consegnato. Serena decide così di restare con Trip e i due partono insieme, nonostante Nate le confessi i propri sentimenti e le chieda una seconda possibilità.
- Significato del titolo: il titolo dell'episodio fa riferimento al film del 1948 The Treasure of the Sierra Madre, arrivato in Italia come Il tesoro della Sierra Madre.
- Guest star: Margaret Colin (Eleanor Waldorf), Holley Fain (Maureen van der Bilt), Caroline Lagerfelt (Celia "CeCe" Rhodes), Connor Paolo (Eric van der Woodsen), Zuzanna Szadkowski (Dorota Kishlovsky), Gina Torres (Gabriela Abrams), Aaron Tveit (William "Trip" van der Bilt III), Aaron Schwartz (Vanya)

## Il fantasma di Bart
- Titolo originale: The Debarted
- Diretto da: Jason Ensler
- Scritto da: Stephanie Savage

### Trama
Dopo aver passato una settimana con Serena nel proprio cottage di campagna, Trip comincia ad avere dei dubbi e contatta segretamente Maureen perché vuole evitare uno scandalo. La donna si presenta così da Serena, informandola che lei e il marito non divorzieranno, mantenendo un matrimonio di facciata per salvargli la carriera e che lei dovrà accettare questo stato di cose, accontentandosi di essere l'amante, altrimenti Maureen mostrerà a Rufus la lettera che la ragazza ha ricevuto dal padre, nel quale si evince che Lily e il padre di Serena hanno passato del tempo assieme in un albergo. Infuriata per le bugie che Trip le ha detto, Serena decide di tornare a New York e Trip si offre di accompagnarla; durante il tragitto, però, i due hanno un incidente stradale e la ragazza si ferisce gravemente, venendo portata all'ospedale.
Nate affronta il cugino, scoprendo che il nonno ha accettato di coprire l'accaduto e che, se il caso dovesse arrivare in tribunale, Maureen testimonierà che il marito è stato tutto il tempo con lei; Maureen, inoltre, consegna la lettera del padre di Serena a Rufus.
Dan dice a Vanessa di amarla, ma lei crede che glielo dica solamente perché è sotto stress a causa di quello che è successo a Serena.
Nel frattempo, Chuck si rifiuta di recarsi sulla tomba del padre nel giorno della sua morte e si concentra sul lavoro, allontanando emotivamente Blair, che cerca invano di fargli cambiare idea. In seguito all'incidente di Serena, però, il ragazzo ammette di aver paura perché non è stato accanto a Bart quando è morto e così va al cimitero: qui incontra una donna misteriosa che ha lasciato sulla tomba di Bart un mazzo di rose gialle, il fiore preferito di Evelyn, la madre di Chuck, insieme ad un medaglione con incisa sopra la lettera E.
- Significato del titolo: il titolo dell'episodio fa riferimento al film del 2006 The Departed, arrivato in Italia come The Departed - Il bene e il male.
- Guest star: Robert John Burke (Bart Bass), Holley Fain (Maureen van der Bilt), Laura Harring (Elizabeth Fisher), Connor Paolo (Eric van der Woodsen), Sherri Saum (Holland Kemble), Sarah Steele (Kira Abernathy), Aaron Tveit (Trip van der Bilt), Kevin Zegers (Damien Dalgaard), Valentina de Angelis (Carmen Fortier), Elle Fairbanks (Sawyer Bennett), Megan Guinan (Willa Weinstein), Meg McCrossen (Jane Trapp)

## Il medaglione pieno di dolore
- Titolo originale: The Hurt Locket
- Diretto da: Tony Wharmby
- Scritto da: Sara Goodman

### Trama
Chuck, convintosi che la donna sulla tomba di Bart sia sua madre, comincia a fare delle ricerche, scoprendo che si chiama Elizabeth Fisher. Quest'ultima, però, sostiene di essere solo una delle tante donne di Bart.
Intanto, Serena, dimessa dall'ospedale, comincia una storia con Nate, ma i due decidono di non affrettare le cose: per questo motivo, Nate dice a Serena che non ritiene opportuno andare alla cena di Stato dell'ambasciatore francese insieme. La ragazza ci rimane male e pertanto chiede a Damien, suo vecchio compagno di scuola, di accompagnarla per far ingelosire Nate.
Parallelamente, Jenny aiuta Damien nei suoi traffici di droga e cuce delle pasticche in un coprispalle da consegnare a Violette, figlia dell'ambasciatore; quando però il ragazzo la scarica per andare alla cena con Serena, facendo indossare a quest'ultima il coprispalle, Jenny partecipa al ricevimento con Nate. Durante la cena si creano dei problemi perché Serena si rifiuta di togliere il coprispalle, ma alla fine il capo viene consegnato a Violette, mentre Nate e Serena abbandonano i loro propositi di andarci piano.
Nel frattempo, Rufus ha paura di sapere perché la moglie era con il suo ex marito quell'estate e pertanto si confida con Hollande, una vicina di casa. Quando l'uomo trova il coraggio di chiedere una spiegazione a Lily, questa gli confessa di aver chiesto un parere medico sulla salute di CeCe all'ex marito e che tra loro c'è stato solo un bacio.
- Significato del titolo: il titolo dell'episodio fa riferimento al film del 2009 The Hurt Locker, arrivato in Italia con lo stesso titolo.
- Guest star: Laura Harring (Elizabeth Fisher), Sherri Saum (Hollande Kemble), Kevin Zegers (Damien Dalgaard), Mario Brassard (monsieur Duris), Alexandra Carl (se stessa), Francis Dumaurier (ambasciatore francese), Natalia Klimas (Violette), Kahari Mays (portiere dell'hotel Iroquois), Roger Rathburn (gioielliere)

## Il mistero della signora riapparsa
- Titolo originale: The Lady Vanished
- Diretto da: Andrew Mccarthy
- Scritto da: Amanda Lasher

### Trama
Chuck continua ad indagare su Elizabeth e, introdottosi nella sua camera d'albergo di nascosto, trova il pezzo mancante del medaglione, nel quale è infilata una foto di Elizabeth con un neonato in braccio. Nonostante la donna voglia spiegare a Chuck come stiano in realtà le cose, lui si rifiuta di darle una possibilità e così Serena organizza un incontro all'insaputa del fratellastro. Chuck, però, offre a Elizabeth un assegno affinché se ne vada per sempre e la donna lo accetta; poco dopo, il ragazzo confessa a Blair che quello era solo un test, che la donna non ha superato.
Nonostante tutto quello che è successo, Serena non si arrende e chiede a Elizabeth perché è tornata: la donna le racconta di essere rimasta incinta a diciannove anni e che lei e Bart, non sposati, avevano deciso di dare il bambino in adozione ma che, alla sua nascita, Bart aveva deciso di tenerlo e lei gli aveva quindi chiesto di raccontare a Chuck che era morta di parto. Serena riesce a convincere la donna che, nonostante Chuck l'abbia respinta, non c'è figlio che non desideri conoscere i genitori, così Elizabeth restituisce l'assegno e racconta la sua storia a Chuck, che accetta di conoscere la madre. Serena, invece, decide di non voler più incontrare suo padre perché lui, pur avendo sempre saputo dove si trovava, non ha mai cercato di contattarla.
Nel frattempo, mentre Dan e Vanessa decidono di stare insieme, Jenny esce con Damien, ma la relazione tra i due non è vista di buon occhio da Lily, che li sorprende in camera di Jenny e quindi chiama Rufus. Quest'ultimo decide di portare la figlia a Brooklyn con lui, ma Jenny si ribella e se ne va con Damien, al quale porta delle pastiglie rubate a Lily. Quest'ultima viene poi a sapere dal portinaio Vanya che forse Rufus la tradisce con Hollande.
- Significato del titolo: il titolo dell'episodio fa riferimento al film del 1979 The Lady Vanishes, arrivato in Italia come Il mistero della signora scomparsa e remake dell'omonimo del 1938, arrivato in Italia come La signora scompare.
- Guest star: Laura Harring (Elizabeth Fisher), Kevin Zegers (Damien Dalgaard), Erich Bergen (Paul Hoffman), Carrie MacLemore (Melissa), Aaron Schwartz (Vanya)

## La prima volta
- Titolo originale: The Sixteen Year Old Virgin
- Diretto da: Wendy Stanzler
- Scritto da: Leila Gerstein

### Trama
Jenny continua a vedere Damien di nascosto, saltando la scuola, decidendo infine di fare l'amore con lui. La ragazza confida il suo proposito a Serena che, conoscendo Damien, decide di aprirle gli occhi affinché si renda conto di star commettendo un grave errore; architetta quindi un piano per sedurre il ragazzo e farsi sorprendere da Jenny mentre Damien la bacia. Lo stratagemma, però, non ha successo perché Damien respinge Serena e Nate, geloso, chiama Rufus affinché riporti Jenny a Brooklyn. La ragazza riesce comunque a vedersi con Damien quella sera stessa ma, quando il ragazzo le dice che il fatto che sia vergine non è importante, Jenny si tira indietro e lui la lascia, abbandonandola nella stanza d'albergo.
Intanto, mentre Lily e Rufus fanno pace, alcune cameriere dell'hotel Empire denunciano Chuck per molestie sessuali e il ragazzo, insieme a Blair, sospetta che la colpa sia di Jack, tornato di recente in città. L'avvocato consiglia quindi a Chuck d'intestare l'albergo ad una persona di fiducia, rimanendo comunque nell'ombra a gestirlo, finché lo scandalo non si sarà sgonfiato: il ragazzo affida così l'hotel alla madre, della quale ha accertato l'identità tramite un test del DNA, senza però sapere che la donna è in combutta con Jack.
- Significato del titolo: il titolo dell'episodio fa riferimento al film del 2005 The 40-Year-Old Virgin, arrivato in Italia come 40 anni vergine.
- Guest star: Kelly AuCoin (Doug Jarrett), Laura Harring (Elizabeth Fisher), Desmond Harrington (Jack Bass), Caroline Lagerfelt (Celia "CeCe" Rhodes), Kevin Zegers (Damien Daalgard)

## L'impero colpisce ancora
- Titolo originale: The Empire Strikes Jack
- Diretto da: Joe Lazarov
- Scritto da: Jake Coburn

### Trama
Chuck viene cacciato dall'Empire e scopre così la relazione tra Elizabeth e Jack. Il ragazzo cerca di convincere Elizabeth a restituirgli l'albergo, ma la donna gli confessa di averlo ceduto a Jack e, dopo essere stata lasciata dall'uomo, parte per Zurigo dicendo a Chuck di non essere sua madre, anche se è una bugia.
Intanto, mentre Dan e Vanessa rivelano la loro relazione ad amici e parenti, Jenny torna a lavorare per Eleanor e l'aiuta nella sfilata della nuova collezione Giovani: qui, la ragazza reincontra Agnes, che per vendicarsi di lei la droga e l'abbandona semicosciente a un addio al celibato. Jenny riesce, però, a contattare Nate, che arriva a prenderla proprio mentre un uomo sta cercando di portarla a casa sua: grata al ragazzo per averla salvata, Jenny si accorge di provare ancora qualcosa per lui.
Parallelamente, Eleanor informa Blair di volere che la collezione Giovani venga venduta dai magazzini Conwell e chiede alla figlia d'invitare alla sfilata le sue amiche della NYU, delle ragazze normali che possano far sentire a suo agio il signor Conwell. Non avendo amiche a scuola, Blair assume l'escort Brandeis e alcune sue colleghe; alla fine, però, l'affare sfuma perché Eleanor non è disposta a cambiare il nome della linea di moda. Inoltre, Blair le confessa la verità.
- Significato del titolo: il titolo dell'episodio fa riferimento al film del 1980 Star Wars Episode V: The Empire Strikes Back, arrivato in Italia come Guerre stellari - L'Impero colpisce ancora.
- Guest star: Scott Bryce (Ed Conwell), Margaret Colin (Eleanor Waldorf), Laura Harring (Elizabeth Fisher), Desmond Harrington (Jack Bass), Willa Holland (Agnes Andrews), Zuzanna Szadkowski (Dorota Kishlovsky), Bree Williamson (Brandeis), Alice Callahan (Amalia), Deadmau5 (se stesso), Eric Engleman (Victor), Jody Flader (Kali), Melissa Fumero (Zoe)

## Bass-tardi senza gloria
- Titolo originale: Inglourious Basstards
- Diretto da: Jean De Segonzac
- Scritto da: Lenny Rosenfeld

### Trama
Jack dice a Blair che, se vuole che l'hotel Empire torni a Chuck, dovrà passare la notte con lui; inizialmente restìa, vedendo la disperazione di Chuck la ragazza accetta, ma scopre che Jack e Chuck si erano messi d'accordo e pertanto, disgustata, lascia il ragazzo.
Nel frattempo, Serena organizza una festa a sorpresa per il compleanno di Nate: Jenny, decisa a riconquistare il ragazzo, approfitta del gioco dell'Assassino per baciarlo, mentre Eric incontra un ragazzo, Elliot, e Vanya chiede a Dorota di sposarlo.
- Significato del titolo: il titolo dell'episodio fa riferimento al film del 2009 Inglourious Basterds, arrivato in Italia come Bastardi senza gloria.
- Guest star: Desmond Harrington (Jack Bass), Connor Paolo (Eric van der Woodsen), Zuzanna Szadkowski (Dorota Kishlovsky), Megan Guinan (Willa Weinstein), Sonya Harum (Sophie), Luke Kleintank (Elliot Leichter), Benita Robledo (Amalia), Aaron Schwartz (Vanya)

## L'insostenibile leggerezza di Blair
- Titolo originale: The Unblairable Lightness of Being
- Diretto da: Janice Cooke-Leonard
- Scritto da: Jeanne Leitenberg

### Trama
Spaventata dall'arrivo imminente dei genitori, ignari che sia incinta, Dorota decide di sposarsi il giorno seguente e Chuck si offre di organizzare il matrimonio per stare vicino a Blair e tentare una riconciliazione con lei. Non sapendo dei loro problemi, Dorota chiede a Chuck e Blair di essere la coppia felice che, secondo la tradizione matrimoniale dell'est Europa, accompagna gli sposi alla cappella per portare loro fortuna. Alla cerimonia, però, Blair confessa a Dorota che lei e Chuck sono in crisi e informa il ragazzo che tra loro è finita per sempre, perché non è felice di quello che è diventata stando con lui.
Nel frattempo, Elliot confessa ad Eric di essere bisessuale e che lui gli piace molto.
Parallelamente, Carter torna in città e Serena lo vede di nascosto senza dirlo a Nate: il ragazzo, però, lo scopre e crede che lei lo stia tradendo; Serena gli confessa, allora, di non aver rinunciato a cercare suo padre e che Carter la sta solo aiutando.
Dopo il matrimonio di Dorota e Vanya, Serena si allontana dalla festa per andare con Carter a Palm Beach, dove il ragazzo ha rintracciato il dottor van der Woodsen, però ben presto scopre che Carter ha cercato di farla litigare con Nate e quindi lo lascia a metà strada, chiedendo poi a Jenny d'informare Nate che lei non è più con Carter. Tuttavia, Jenny approfitta della situazione e tace la cosa a Nate, mentre Serena rimane sconvolta quando la porta della camera d'albergo del padre viene aperta da Lily, che teoricamente doveva trovarsi insieme a CeCe.
- Significato del titolo: il titolo dell'episodio fa riferimento al libro di Milan Kundera L'insostenibile leggerezza dell'essere (The Unbearable Lightness of Being), pubblicato nel 1984 e dal quale è stato tratto un film con lo stesso titolo nel 1988.
- Guest star: Margaret Colin (Eleanor Waldorf), Caroline Lagerfelt (Celia "CeCe" Rhodes), Connor Paolo (Eric van der Woodsen), Wallace Shawn (Cyrus Rose), Sebastian Stan (Carter Baizen), Zuzanna Szadkowski (Dorota Kishlovsky), Eric Engleman (Victor), Gretchen Hall (Jane), Luke Kleintank (Elliot Leichter), Nicole Patrick (Chelsey), Kati Rediger (Tatiana), Aaron Schwartz (Vanya), Roya Shanks (Laryssa)

## Il dottor Strambamore
- Titolo originale: Dr. Estrangeloved
- Diretto da: Darnell Martin
- Scritto da: Robert Hull

### Trama
Serena, Lily e William van der Woodsen tornano a New York per dire a Rufus, che ha scoperto le bugie della moglie, che cosa sta realmente accadendo: Lily è andata da William perché ha il cancro e sta aspettando i risultati del controllo semestrale per sapere se è guarita.
Nell'attesa degli esiti, William cerca di conoscere meglio Serena, dicendole che quattordici anni prima non li aveva abbandonati all'improvviso, come invece sapeva la ragazza, ma che era andato in Tibet per lavoro, con l'intenzione di far trasferire lì l'intera famiglia, facendo la spola tra il Tibet e New York; dopo poco tempo, però, Lily aveva chiesto il divorzio. Nonostante questo, Serena non sa ancora se dare fiducia o meno all'uomo, perché lui non ha comunque mai cercato di contattare lei o Eric durante gli anni.
Le analisi di Lily rivelano che la donna ha ancora il cancro e, nonostante Rufus preferisca andare da un altro medico, Lily decide di affidarsi nuovamente a William, che aveva già intenzione di rimanere in città per stare vicino ai figli.
Blair organizza un brunch al quale invita dieci degli scapoli più desiderati di Manhattan per far sapere a tutti che è di nuovo single, ma non si presenta nessuno. Resasi conto che la colpa è di Chuck, che l'ha sabotata, la ragazza capisce che, se vuole un nuovo fidanzato, deve cercarlo fuori dall'Upper East Side e da Manhattan: partecipa quindi a una festa a Brooklyn, dove conosce Cameron, uno studente della Columbia.
Intanto, Chuck si allea con Jenny per far lasciare Nate e Serena perché vuole indietro il suo amico: Jenny fa così intendere a Serena che Nate l'abbia tradita con lei durante la sua assenza e cerca contemporaneamente di sedurre il ragazzo. Proprio mentre tenta di baciarlo, però, arriva Serena e, quando alla fine vengono a galla tutte le bugie dette da Jenny, la coppia si riconcilia.
Parallelamente, Dan viene rifiutato dalla Tisch e scopre che l'unico posto per uno studente esterno della NYU è stato dato a Vanessa, che aveva fatto domanda senza dirgli niente per fargli una sorpresa, ignorando che sarebbe stata ammessa una persona sola. Pur essendo deluso, Dan accetta la cosa, ma confessa inavvertitamente a Willa, il cui padre fa parte della commissione della Tisch che ha valutato le richieste di ammissione, che lo scritto presentato da Vanessa era parzialmente basato su un racconto che lui aveva pubblicato sul The New Yorker. Visto che i lavori dovevano essere originali, Willa informa il ragazzo che lui è il secondo in graduatoria e, volendo conquistarlo, racconta tutto al padre, facendo in modo che la domanda di Vanessa venga rivista. Nel frattempo, però, Dan scopre che il lavoro presentato da Vanessa era originale e quindi cerca di fermare Willa: quest'ultima, però, lo ignora e, quando Dan respinge il suo tentativo di baciarlo, racconta tutto a Vanessa, che rimane molto delusa da Dan.
- Significato del titolo: il titolo dell'episodio fa riferimento al film del 1964 Dr. Strangelove, arrivato in Italia come Il dottor Stranamore - Ovvero: come ho imparato a non preoccuparmi e ad amare la bomba.
- Guest star: William Baldwin (William van der Woodsen), Zuzanna Szadkowski (Dorota Kishlovsky), Ben Yannette (Cameron), Megan Guinan (Willa Weinstein)

## Bentornato, papà
- Titolo originale: It's a Dad, Dad, Dad, Dad World
- Diretto da: Jeremiah Chechik
- Scritto da: Amanda Lasher

### Trama
La Columbia organizza un galà di Medici Senza Frontiere in onore di William, suo ex studente; l'uomo, intanto, cerca di riallacciare i rapporti con Eric e informa la famiglia che, non appena avrà ottenuto l'autorizzazione dal consiglio condominiale, si trasferirà al piano di sotto.
Rufus, geloso del rivale e convinto che voglia riprendersi Lily, chiede aiuto a Hollande e la domanda di William viene rifiutata. Lily, però, rimane molto delusa dal marito e, al galà, William le dichiara i propri sentimenti davanti a tutti.
Serena, saputo da Hollande che qualche tempo prima Rufus ha frequentato spesso il suo appartamento, decide di appoggiare il padre e aiutarlo a riconquistare Lily.
Intanto, Blair scopre di essere stata ammessa alla Columbia perché Chuck aveva fatto domanda per lei qualche tempo prima senza dirglielo; mentre il ragazzo è preoccupato per le condizioni di Lily, Jenny lo informa che le medicine prescritte alla donna da William sono strane.
Dan e Vanessa, invece, decidono di evitare di parlare della Tisch, ma il ragazzo scopre che la fidanzata ha fatto domanda per uno stage della CNN per girare dei documentari ad Haiti per tre mesi. Vanessa inizialmente pensa di rifiutare, ma Dan la esorta a non lasciarsi sfuggire l'opportunità.
- Significato del titolo: il titolo dell'episodio fa riferimento al film del 1963 It's a Mad, Mad, Mad, Mad World, arrivato in Italia come Questo pazzo, pazzo, pazzo, pazzo mondo.
- Guest star: William Baldwin (William van der Woodsen), Connor Paolo (Eric van der Woodsen), Sherri Saum (Holland Kemble), Rachel Brosnahan (ragazza), Alice Callahan (Amalia), Melissa Fumero (Zoe), Clark Jackson (Dean), Luke Kleintank (Elliot Leichter), Asa Somers (Richard Wellings)

## Ex-mariti e mogli
- Titolo originale: Ex-Husbands and Wives
- Diretto da: Norman Buckley
- Scritto da: Sara Goodman

### Trama
Chuck scopre che le pillole assunte da Lily non servono a curare il cancro e, insieme a Jenny, chiede a Blair di aiutarli a indagare sulla dottoressa che gliele prescrive, ma la ragazza rifiuta perché è impegnata, visto che ha il suo primo appuntamento con Cameron.
Intanto, Hollande dice a Lily che Rufus è andato a letto con lei, ma l'uomo sostiene che sia una bugia: volendo vederci chiaro, Nate, Dan e Blair si alleano, scoprendo che Hollande è la stessa dottoressa che prescrive le medicine a Lily. Senza coinvolgere Serena, i cinque uniscono le forze alla festa della biblioteca, dove minacciano Hollande di farla radiare dall'albo dei medici se non dirà loro la verità: la donna confessa allora di aver prescritto le pillole sbagliate a Lily perché glielo ha chiesto William, al quale doveva un favore. Il gruppo deduce, quindi, che Lily sia guarita dal cancro e che William abbia mentito per mettersi in luce agli occhi della donna come suo salvatore, curandola nuovamente. Jenny, però, volendo tornare ad una vita normale, informa il padre di Serena dell'accaduto, permettendo all'uomo di scappare e di non farsi arrestare dalla polizia.
Arrabbiata con Nate per aver complottato contro suo padre, Serena si riavvicina a Dan, mentre Chuck dà un ultimatum a Blair: se il giorno dopo lei non si presenterà ad un appuntamento alle sette in punto, in cima all'Empire State Building, lui saprà di averla persa per sempre.
- Significato del titolo: il titolo dell'episodio fa riferimento al film del 1992 Husbands and Wives, arrivato in Italia come Mariti e mogli.
- Guest star: William Baldwin (William van der Woodsen), Connor Paolo (Eric van der Woodsen), Sherri Saum (Hollande Kemble), Ben Yannette (Cameron)

## Ultimo tango, poi Parigi
- Titolo originale: Last Tango, Then Paris
- Diretto da: J. Miller Tobin
- Scritto da: Joshua Safran e Stephanie Savage

### Trama
Jenny manda a Gossip Girl una foto di Serena e Dan che dormono nello stesso letto, facendo incrinare ancora di più i rapporti tra Serena e Nate.
Blair, invece, cerca in ogni modo di evitare l'Empire State Building ma, quando alla fine si decide a recarsi all'appuntamento con Chuck, a Dorota si rompono le acque e, per assisterla, la ragazza arriva in cima all'edificio in ritardo. Per cercare di porre rimedio alla situazione, Blair va all'Empire dal ragazzo, dove la coppia torna insieme, anche se Blair ignora che Chuck, credendo di averla persa per sempre, sia appena andato a letto con Jenny.
Mentre Nate e Serena si lasciano, Jenny confessa a Eric e a Dan l'accaduto e così il fratello prende a pugni Chuck proprio nel momento in cui lui sta per chiedere a Blair di sposarlo, facendo scoprire tutto alla ragazza. Blair lascia così Chuck per sempre e intima a Jenny di non farsi mai più vedere a New York, altrimenti la distruggerà.
Una settimana dopo, Jenny lascia New York per andare a Hudson, dove finirà la scuola; Nate va a letto con molte ragazze contattate tramite il libro nero di Chuck; Serena e Blair partono per Parigi; Georgina torna in città comunicando a Dan di aspettare un figlio da lui; Chuck, a Praga, viene aggredito da un paio di malviventi che, quando il ragazzo cerca di opporsi al furto dell'anello di fidanzamento per Blair, gli sparano, lasciandolo a terra agonizzante.
- Significato del titolo: il titolo dell'episodio fa riferimento al film del 1972 Last Tango in Paris, arrivato in Italia come Ultimo tango a Parigi.
- Guest star: Margaret Colin (Eleanor Waldorf), Connor Paolo (Eric van der Woodsen), Wallace Shawn (Cyrus Rose), Zuzanna Szadkowski (Dorota Kishlovsky), Michelle Trachtenberg (Georgina Sparks), Ben Yannette (Cameron), Aaron Schwartz (Vanya)